# 穆罕默德·阿卜杜拉·哈桑
穆罕默德·阿卜杜拉·哈桑（阿拉伯语：‎；1856年4月7日—1920年12月21日）是一名索馬里政治家，德爾維希國國父，伊斯蘭教徒。
19世纪英国、法国、意大利与埃塞俄比亚任意签订条约调整彼此边界，将索马里族群分割到这些政权治下，这种行径激使索马里民族主义的兴起与反抗。哈桑掀起的“德尔维希”20年战争最浩大，赛义德愤怒地向英国领事致函道：“现在是你们选择的时候了。如果你们要打仗，我们奉陪；你们要和平，那就缴纳罚金”。英国厌恶地形容赛义德是“疯狂毛拉”（Mad Mullah）并出动大军围剿；害怕境内索马里人揭竿响应的埃塞俄比亚与意大利，也联合英军追捕赛义德。尽管最后赛义德在逃亡中病故，但他打破氏族壁垒的民族起义大大振奋索马里人，令其看见全索马里人共同建国的可能性。

## 外部連結
- Questia：It's a Mad, Mad, Mad, Mad World （页面存档备份，存于）